# 담치류
담치류는 원새아강을 제외한 여러 가지 이매패류를 부르는 말이다.

## 같이 보기
- 완족동물
- 굴
- 정수 (물)